# Tipula needhamana
Tipula needhamana är en tvåvingeart som beskrevs av Alexander 1968. Tipula needhamana ingår i släktet Tipula och familjen storharkrankar. Inga underarter finns listade i Catalogue of Life.